# P.J. Patterson

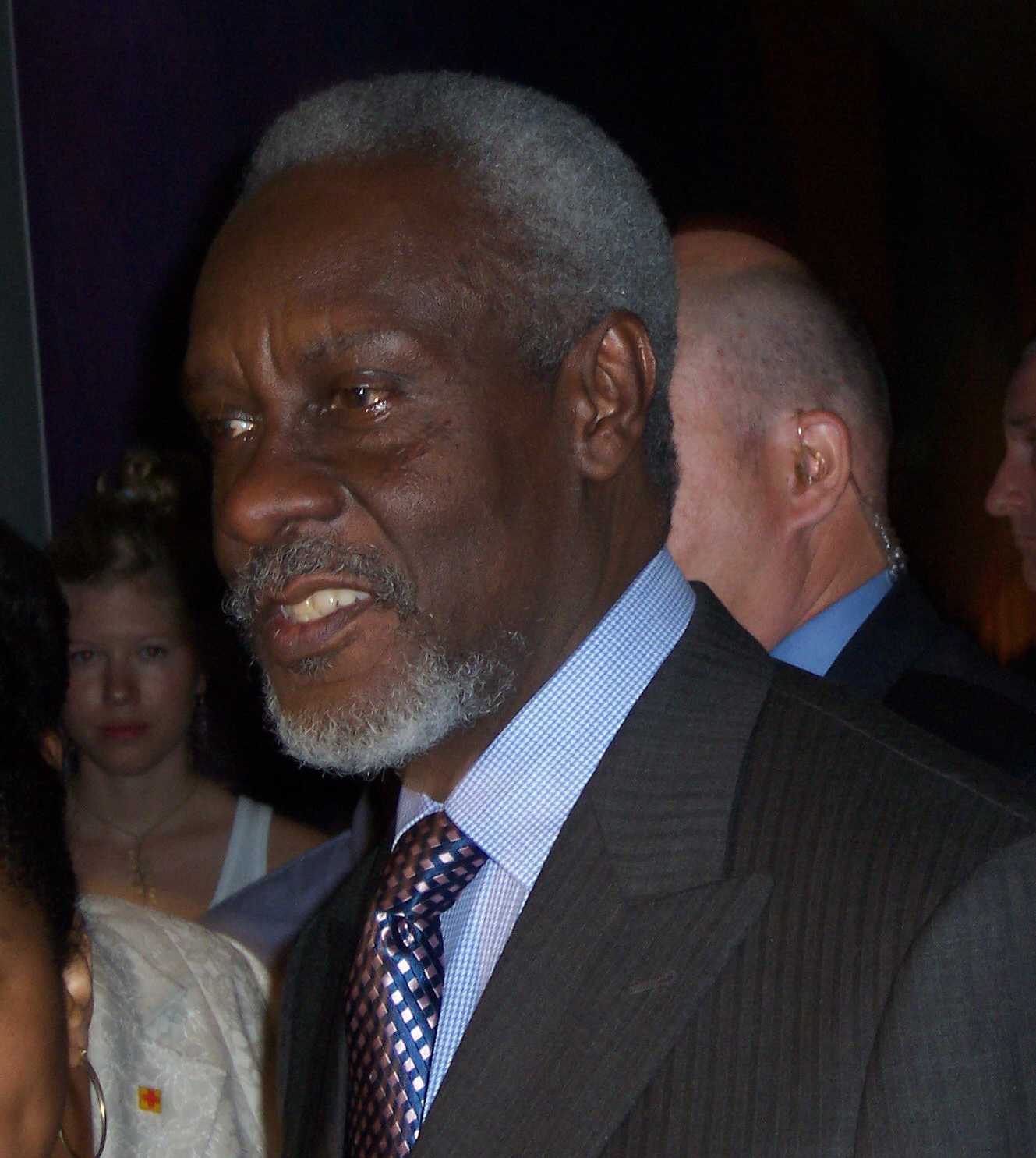
P.J. Patterson

Percival James Patterson (Hanover, 10 april 1935) is een Jamaicaans politicus van de People's National Party (PNP). Hij was tussen 1992 en 2006 de zesde premier van zijn land.

## Levensloop
P.J. Patterson studeerde eerst Engels aan de University of the West Indies (UWI) in Mona en ging daarna rechten studeren in Engeland, aan de London School of Economics. Hij studeerde af in 1963 en werd advocaat. Als student was hij politiek actief geworden binnen de PNP. In 1969 werd hij ondervoorzitter van die partij en tussen 1983 en 2006 was hij voorzitter.
Vanaf 1972 werd hij een vaste waarde in kabinetten geleid door de PNP. In 1972 werd hij minister van Industrie, Handel en Toerisme in het kabinet van Michael Manley. Tussen 1978 en 1980 was hij minister van Buitenlandse Zaken en Buitenlandse Handel en ook vicepremier. Tussen 1989 en 1990 was hij minister van Financiën en Planning en ook vicepremier. 
In maart 1992, nadat Michael Manley zich had teruggetrokken uit de politiek, werd hij verkozen tot voorzitter van de regerende PNP en werd hij ook de nieuwe premier van Jamaica. Zijn partij haalde een goed resultaat bij de verkiezingen in 2002 en Patterson bleef tot 2006 in functie. Daarna trok hij zich terug uit de actieve politiek. Hij werd als premier opgevolgd door partijgenote Portia Simpson-Miller.

## Eerbewijzen
- Orde Aguila Aztec, Mexico (1990)
- Orde van Libertador Simón Bolívar, Venezuela (1992)
- Grootkruis van de Orde van Bernardo O’Higgins, Chili (1992)
- Orde van San Marti, Argentinië (1992)
- Orde Gran Cruz Gonzalo Jimínez de Quesada, Colombia (1994)
- Orde van Francisco Morazán (goud), Honduras (1994)
- Orde van José Marti, Cuba (1997)
- Orde van de Volta, Ghana (1999)
- Groot zilveren kruis, Costa Rica (2001)

Hij ontving eredoctoraten van Northeastern University (1994) en Brown University (1998) in de Verenigde Staten.